# Корого (Грузия)
Корого (груз. ქოროღო) — село в Грузии, на территории Душетского муниципалитета края (мхаре) Мцхета-Мтианети.

## География
Село находится в северо-восточной части Грузии, на правом берегу реки Хадисцкали (левый приток Белая Арагви), на расстоянии приблизительно 42 километров (по прямой) к северо-западу от города Душети, административного центра муниципалитета. Абсолютная высота — 1850 метров над уровнем моря.

## Население
По результатам официальной переписи населения 2014 года постоянное население в Корого отсутствовало.
| Год  | Население, человек |
| ---- | ------------------ |
| 2002 | 6                  |
| 2014 | ↘ 0                |